# 泽旺拉姆
泽旺拉姆（藏語：ཚེ་དབང་ལྷ་མོ།，Tsewang Lhamo，1991年1月10日—），藏族，四川省甘孜藏族自治州炉霍县人，畢業于西南大学音乐学院。被歌迷赞誉为“雪域女神”。

## 作品

### 专辑
| 名字          | 发行日期       | 包含作品 | 发行公司                         | 语言 |
| ------------- | -------------- | --- | -------------------------------- | ---- |
| 《圣地拉萨》  | 2008年         | 1 故乡恋曲； 2 梦中的男孩； 3 那曲锅庄； 4 圣地拉萨； 5 思念； 6 唐古拉酒歌； 7 喜悦的歌；8 心中的净土； 9 雪上顶山； 10 雪域故乡； 11 迎宾酒歌； 12 圣地； 13 祝福； 14 酒歌  | 北京藏域天音文化传播责任有限公司 | 汉语 |
| 《雪域姑娘》  | 2012年         | 1 雪域姑娘； 2 祖辈的雄伟；3 漫步人生路； 4 福分； 5 缘； 6 父亲母亲； 7 酒歌； 8 慈母情；9 向往相聚； 10 东日仙湖； 11 爱的旋律； 12 藏人之歌； 13 雪域家乡                   | 北京藏域天音文化传播责任有限公司 | 藏语 |
| 《雪域姑娘2》 | 2015年10月17日 | 1 志愿者歌； 2 爱情猎人； 3 佛光； 4 故乡炉霍； 5 善良的人们； 6 家乡的山； 7 赞美故乡；8 慈悲的母亲； 9 智慧的本色； 10 环境买卖； 11回故乡； 12 守候； 13 我的装饰； 14 锅庄 | 北京藏域天音文化传播责任有限公司 | 藏语 |

### 其他作品
《山歌的故乡》（藏語：ཚེ་དབང་ལྷ་མོ།），2016年单曲《岭·格萨尔》收录在专辑《盛德白玉》。
2018年新歌《爱的芳香》、《香巴拉佛塔》（藏语版）收录于专辑《梦回巴拉格宗》。2018年2月10日发布新歌《黑帐篷之思念》（藏語：སྦྲ་ནག་གི་དྲན་བརྗོད།），2月16日首发新歌《我的小世界》（藏語：ངའི་འཇིག་རྟེན་ཚུད་ཚུད་།）。3月26日发布新歌《吉祥闻名的边坝》（藏語：སྐྱིད་གྲགས་གཉིས་འཛོམས་དཔལ་འབར།）。2018年9月22日发布单曲《杰秀白嘎》（藏語：རྒྱལ་ཤོད་པད་དཀར།）。

## 演出活动
2019年8月12日在首届玛曲赛马音乐节上演出。

2019年8月1日在马尔康第二届嘉绒“阿拉䤌色”原创音乐季上演出。

2019年5月18日在四川甘孜山地旅游文化节“美人音乐谷”上献唱《忠言》。

2018年9月27日在首届马尔康嘉绒“阿拉姜色”原创音乐季上演出。

2018年6月23日参加理塘首届“仓央音乐演唱会”演出。

2018年5月1日在云南巴拉格宗第三届音乐节现场献唱《香巴拉佛塔》。

2018年参加康巴卫视藏历新年电视联欢会“盛世新年”，献唱《祝福吉祥》。
2017年参加康定情歌国际音乐节。

2017年9月16日参加“首届西藏音乐颁奖盛典”。

2017年7月9日参加“雅克·藏羌彝原创音乐盛典”，获得年度最佳女歌手奖。

2016年参加第九届康巴艺术节；首届网络藏历新年晚会。

2015年参加《圣洁甘孜、幸福家园》的藏历新年晚会；格杰白玛个人作品《很高兴遇见你》慈善演唱会；四川省甘孜州巴塘县亚日贡乡竹哇寺的演出；西宁新丝绸之路的起航•群星演唱会。

2014年参加中国文学艺术界百花迎春晚会；“第一届拉昌骏马赛跑”大型仪式演出；西宁“藏阁盛宴”晚会；“绿色家园-和谐地球村”大型公益演唱会；“幸福拉萨”的大型晚会；“第五届藏母语大型晚会•雪水真音之律”的晚会；“第二届赞普聚缘”的晚会；2014年6月26日青海贵德黄河国际音乐节；青海国际水和生命音乐之旅演出。
 
2013年参加青海卫视藏历大型音乐晚会；“第一届赞普聚缘”晚会； “缘定大香山”演出活动；2013科学防治艾滋病公益慈善晚会 

2011年赴美国参加国际民族音乐文化研讨会。

2010年参加玉树赈灾、绿色环保等大型晚会。